# Distrikt San José de Ticllas
Der Distrikt San José de Ticllas liegt in der Provinz Huamanga in der Region Ayacucho in Südzentral-Peru. Der Distrikt wurde am 20. Juni 1955 gegründet. Er besitzt eine Fläche von 97,5 km². Beim Zensus 2017 wurden 1478 Einwohner gezählt. Im Jahr 1993 lag die Einwohnerzahl bei 1020, im Jahr 2007 bei 2442. Die Distriktverwaltung befindet sich in der 3268 m hoch gelegenen Ortschaft San José de Ticllas (oder Ticllas) mit 136 Einwohnern (Stand 2017). San José de Ticllas liegt 12 km westnordwestlich der Provinz- und Regionshauptstadt Ayacucho (Huamanga).

## Geographische Lage
Der Distrikt San José de Ticllas liegt im Andenhochland im zentralen Nordwesten der Provinz Huamanga. Der Río Cachi bildet im äußersten Westen sowie im Nordosten die Distriktgrenze.
Der Distrikt San José de Ticllas grenzt im Nordwesten an den Distrikt Santiago de Pischa, im Nordosten an den Distrikt Chincho (Provinz Angaraes), im Osten an den Distrikt Ayacucho, im Süden an die Distrikte Socos und Vinchos sowie im Westen an den Distrikt Santo Tomás de Pata (Provinz Angarares).